# Diedrich Téllez
Diedrich Erwing Téllez Cuevas (Masaya, 31 de octubre de 1984) es un futbolista nicaragüense. Juega de Portero y su actual equipo es el C.D. Junior Managua de la Primera División de Nicaragua. Es hermano de Lic. Gema "la Chilo" Téllez.

## Selección nacional
Ha sido internacional con la Selección de fútbol de Nicaragua en una ocasión. Su debut se produjo el 26 de febrero de 2012, en la goleada 4-1 que su selección sostuvo contra Puerto Rico.

## Clubes
| Club       | País      | Año             |
| ---------- | --------- | --------------- |
| Diriangén  | Nicaragua | 2008-2012       |
| Managua FC | Nicaragua | 2012-actualidad |